# Іліона
Іліо́на (грец. Ιλιόνη) — дочка Пріама й Гекаби, дружина фракійського царя Поліместора. І. народила сина Деїфіла і підмінила його своїм молодшим братом Полідором, якого батьки віддали їй на виховання, щоб не збулося пророцтво про його загибель. Це завдало І. багато лиха, тому що Деїфіла вбив підкуплений ахейцями Поліместор, думаючи, що вбиває Полідора. За намовою сестри Полідор осліпив і вбив Поліместора, а І. покінчила життя самогубством. Уперше про І. розповідає Гігін.